# بالستيات

منحنى ثلاث قذائف.

البالِسْتِيَّات أو القِذافِيّات أو القِذافِيّة أو المِقذافيّة أو علم القذائف أو علم القذائف البالستية فرع من علم الفيزياء يدرس حركة القذائف عبر الهواء.